# Dieselkino
Die Firma Dieselkino ist eine österreichische Kinokette mit Sitz in Graz. Das Unternehmen steht im Besitz der Brüder Andreas, Ernst und Wolfgang Diesel.

## Geschichte
Zunächst als Raumausstatter für Kinos in Österreich und Deutschland tätig, erfolgte im Jahr 1996 die Eröffnung des ersten eigenen Kinos in Leibnitz. In den folgenden Jahren wurden Kinos in Bärnbach (mittlerweile wieder geschlossen), Fohnsdorf und Gleisdorf eröffnet. Das letzte Kino wurde im Jahr 2017 in Lieboch eröffnet.
Mit Stand 2017 betrieb die Diesel GmbH auch Golf- und Minigolfanlagen und eine Sommerrutsche in Thailand. Im Juni 2017 wurde per Mietvertrag via Stadtsenatsbeschluss der Bau der Schloßbergrutsche bewilligt. Im Februar 2019 wurde die Rutsche im Grazer Schloßberg eröffnet.

## Kinos

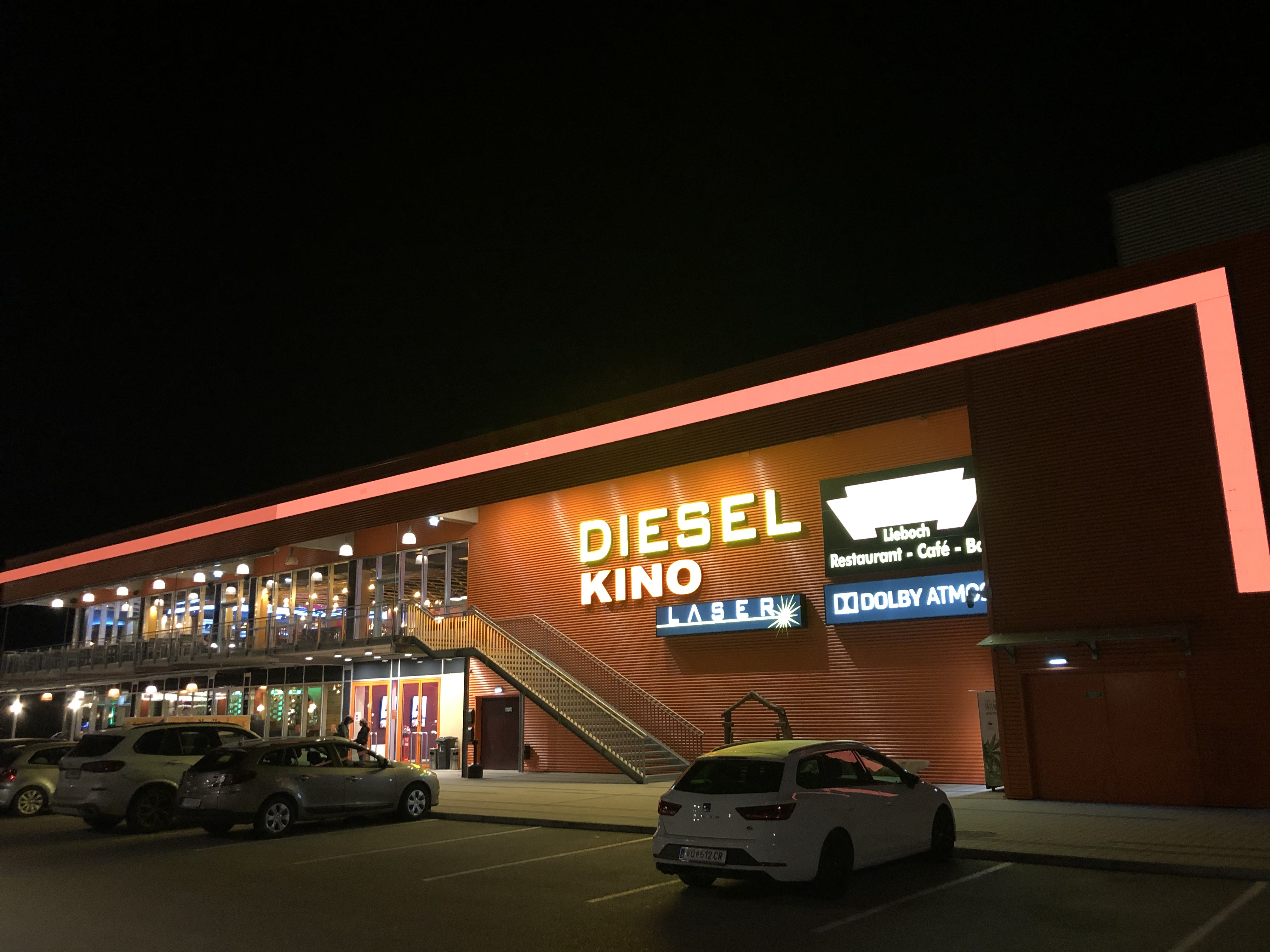
Kino der Firma Dieselkino in Lieboch

Das Unternehmen betreibt derzeit neun Kinos in vier Bundesländern. Dies sind:
- Dieselkino Braunau am Inn
- Dieselkino Bruck an der Großglocknerstraße
- Dieselkino Fohnsdorf
- Dieselkino Gleisdorf
- Dieselkino Leibnitz
- Dieselkino Lieboch
- Dieselkino Oberwart
- Dieselkino Kapfenberg
- Dieselkino St. Johann im Pongau

Insgesamt zählen die Kinos 48 Säle und damit gehört Dieselkinos zu den größten Kinobetreibern Österreichs.